# Angela Litschev
Angela Litschev, conosciuta anche come Angela Litschewa o in bulgaro Ангела Личева? (Sofia, 17 luglio 1978), è una poetessa, scrittrice e saggista bulgara naturalizzata tedesca.

## Biografia e carriera
Angela Litschev è nata 1978 a Sofia ed è l'unica figlia di Alexander Litschev, storico e docente di filosofia e di  Anna, una sociologa. La famiglia emigrò in Germania nel 1990, dopo che suo padre aveva ricevuto una cattedra di filosofia presso l'Università di Düsseldorf. Ha frequentato il liceo Annette von Droste-Hülshoff a Düsseldorf e ha poi studiato al Collegio di S. Orsola.
Litschev iniziato la sua carriera con la pubblicazione di sue composizioni in riviste di poesia e antologie, tra cui due volumi della serie Giovane Poesia  ("Junge Lyrik") presso l'editore Martin Werhand Verlag negli anni 2000 e 2003. Le poesie pubblicate sono state recitate come parte di una serie di letture di vari autori in diverse città tedesche, come Bonn, Colonia o Essen, e a Colonia nel 2000 con una lettura presso l'Università di Colonia. Altre poesie sono state pubblicate sulla rivista Das Gedicht (titolo completo: Das Gedicht. Zeitschrift für Lyrik, Essay und Kritik), in più edizioni negli anni 2003, 2007 e 2009.
Nel 2003 ha ricevuto il premio Unicum per il miglior sonetto. Nel 2004, ha pubblicato la sua prima collezione di poesie, eine rote minute ("un minuto rosso"), per il quale ha ricevuto il Premio Förderpreis für Literatur der Landeshauptstadt Düsseldorf del comune Düsseldorf nel 2005. Questa cerimonia ha portato la sua conoscenza oltre i confini del Renania Settentrionale-Vestfalia e nel 2007 è stata invitata per una lettura pubblica di poesie presso l'Istituto Culturale Bulgaro a Berlino. L'anno prima, aveva già pubblicato il suo secondo volume di poesie, rausch und täuschung. Molte delle sue poesie di questa raccolta sono state tradotte in Croato per la rivista Riječi, con una introduzione di Ludwig Bauer.
Oltre alle sue letture pubbliche e alla composizione di versi, Angela Litschev si dedica anche alla scrittura di saggi critici sulle opere di colleghi della zona di Düsseldorf e al sostegno dei colleghi scrittori bulgari. Nel 2009 è stata coinvolta nella traduzione di nuova poesia bulgara per la rivista letteraria tedesca Akzente.

## Premi
- 2005: Förderpreis für Literatur der Landeshauptstadt Düsseldorf in Renania Settentrionale-Vestfalia [9]

## Pubblicazioni (selezione)

### Libri
- 2004: eine rote minute, mischwesen autorenverlag, Monaco di Baviera, 88 pagine, ISBN 3-938313-04-8 (prefazione: Dato Barbakadse).[10]
- 2006: rausch und täuschung, mischwesen autorenverlag, Monaco di Baviera, 66 pagine, ISBN 3-938313-06-4.

### Antologie (selezione)
- Junge Lyrik II, Martin Werhand Verlag, Melsbach 2000, ISBN 3-9806390-0-2[11]
- Junge Lyrik III, Martin Werhand Verlag, Melsbach 2003, ISBN 3-9806390-3-7
- Power, dtv, Monaco di Baviera 2009, ISBN 978-3-423-13777-5[12]